# Athens (Texas)
Athens é uma cidade localizada no estado norte-americano do Texas, no Condado de Henderson.

## Demografia
Segundo o censo norte-americano de 2000, a sua população era de 11.297 habitantes. 
Em 2006, foi estimada uma população de 12.604, um aumento de 1307 (11.6%).

## Geografia
De acordo com o United States Census Bureau tem uma área de 
44,0 km², dos quais 37,9 km² cobertos por terra e 6,1 km² cobertos por água. Athens localiza-se a aproximadamente 139 m acima do nível do mar.

## Localidades na vizinhança
O diagrama seguinte representa as localidades num raio de 20 km ao redor de Athens. 